# 宾德
宾德（發音：[ˈbʏndə] ⓘ）是德国北萊茵-威斯特法伦州代特莫尔德行政区黑尔福德县的城市，面积59.3平方千米，2023年12月31日人口为45,891人。